# Treta makedonska fudbalska liga
La Treta makedonska fudbalska liga (macedone: Трета македонска фудбалска лига, Terza lega calcistica macedone) è il terzo livello del campionato macedone di calcio.

## Formula
Dalla fondazione, nel 1992, la competizione ha sempre previsto vari gironi, in numero variabile da 4 a 6. Dalla stagione 2019-2020 consta di 5 gironi: Nord (Север), Centro (Центар), Sud-est (Југоисток), Ovest (Запад) e Sud-ovest (Југозапад). Alla fine dell'annata le cinque squadre vincitrici dei gironi, insieme alla terzultima classificata della seconda divisione, si contendono un posto in Vtora liga per la stagione seguente. Le squadre piazzatesi ultime nel girone di appartenenza retrocedono nei campionati regionali macedoni.

## Squadre 2023-2024

### Nord
- Aerodrom
- Bashkimi Ljuboten
- Besa Sllupçan
- BVK Konjare
- Euromilk Gorno Lisiče
- Fortuna Skopje
- Ilinden Skopje
- Kadino
- Kumanovo
- Petrovec
- Raštak
- Rinia 98
- Shkëndija Haraçinë
- SSK Nova

### Sud
- Borec
- Buchin
- Golemo Konjari
- Lokomotiva Gradsko
- Marena
- Mladost Krivogaštani
- Pitu Guli
- Prevalec
- Rosoman 83
- Sloga Lažani
- Ultras Prilep

### Est
- Dojransko Ezero
- Karbinci
- Maleš
- Ovče Pole
- Rudar Probištip
- Sloga 1934
- Tiverija
- Udarnik Pirava
- Vardarski

### Ovest
- Drita Bogovinje
- Kamjani
- Ljuboten Tetovo
- Napredok
- Reçica
- Vëllazërimi 77
- Xhepçishti
- Zajazi

### Sudovest
- Demir Hisar
- Korabi
- Kravari
- Lirija Gërçar
- Prespa
- Sateska
- Svetlost Kukurečani
- Vlaznimi
- Young Team

## Albo d'oro

### 1992–1994
| Stagione | Nord                  | Sud                 | Est                   | Ovest     |
| -------- | --------------------- | ------------------- | --------------------- | --------- |
| 1992–93  | Tehnokom Gorno Lisiče | Varoš               | Prvi Partizan Turnovo | Pitu Guli |
| 1993–94  | Škendija              | Železničar Bogomila | Plačkovica            | Suvenir   |

### 1994–2000
| Stagione | Nord-Polog      | Kozjak              | Sud             | Est                | Pelagonia                | Ezerski              |
| -------- | --------------- | ------------------- | --------------- | ------------------ | ------------------------ | -------------------- |
| 1994–95  | Ilinden Skopje  | Rabotnik Džumajlija | Kavadarci       | Maleš              | Svetlost Kukurečani      | Flamurtari Radolišta |
| 1995–96  | Jugohrom        | Karpoš 93           | Gaber           | Sloga Vinica       | 11 Oktomvri              | Vevčani              |
| 1996–97  | Alumina         | Ovče Pole           | Rosoman 83      | Astibo             | Proleter Makedonski Brod | Vlaznimi             |
| 1997–98  | Gostivar        | Besa-Vlazrimi       | Udarnik Pirava  | Tiverija           | Demir Hisar              | Veleshta             |
| 1998–99  | Butel           | Karpoš 93           | Dojransko Ezero | Belo Brdo          | Mariovo                  | Voska                |
| 1999–00  | Drita Bogovinje | Mesna Industrija    | Rosoman 83      | Mladost GT Orizari | 11 Oktomvri              | Vëllazërimi 77       |

### 2000–2004
| Stagione | Nord                | Sud              | Est             | Sud-Ovest           | Altre promozioni |
| -------- | ------------------- | ---------------- | --------------- | ------------------- | ---------------- |
| 2000–01  | Drita Bogovinje     | Kožuf            | Turnovo         | Makedonija Vraništa |                  |
| 2001–02  | Madžari Solidarnost | Pobeda Valandovo | Bregalnica Štip | Vëllazërimi 77      |                  |
| 2002–03  | Skopje              | Metalurg Veles   | Zletovica       | Bratstvo Resen      | Lozar            |
| 2003–04  | Renova              | Vardar Negotino  | Mladost Sušica  | Dollogožda          |                  |

### 2004-2017
| Stagione | Nord                    | Sud              | Est                | Ovest           | Sud-Ovest          | Altre promozioni                                                             |
| -------- | ----------------------- | ---------------- | ------------------ | --------------- | ------------------ | ---------------------------------------------------------------------------- |
| 2004-05  | Metalurg Skopje         | Lozar            | Osogovo Kočani     | Drita Bogovinje | Karaorman          |                                                                              |
| 2005-06  | Milano Kumanovo         | Kožuf            | Tiverija           | Gostivar        | Ilinden Velmej     |                                                                              |
| 2006-07  | Alumina                 | Miravci          | Nov Milenium       | Drita Bogovinje | Ohrid              | Lokomotiva Skopje                                                            |
| 2007-08  | Lepenec                 | Kožuf            | Osogovo Kočani     | Ljuboten Tetovo | Novaci             |                                                                              |
| 2008–09  | Lepenec (A)             | 11 Oktomvri      | Osogovo Kočani     | Vëllazërimi 77  | Vlaznimi           |                                                                              |
| 2008–09  | Ilinden Skopje (B)      | 11 Oktomvri      | Osogovo Kočani     | Vëllazërimi 77  | Vlaznimi           |                                                                              |
| 2009–10  | Gorno Lisiče (A)        | Tikveš Kavadarci | Osogovo Kočani     | Rinia Gostivar  | Ohrid Lote         |                                                                              |
| 2009–10  | Raštak (B)              | Tikveš Kavadarci | Osogovo Kočani     | Rinia Gostivar  | Ohrid Lote         |                                                                              |
| 2010-11  | Treska (A)              | Pobeda Junior    | Osogovo Kočani     | Rrufeja         | Korabi             |                                                                              |
| 2010-11  | Madžari Solidarnost (B) | Pobeda Junior    | Osogovo Kočani     | Rrufeja         | Korabi             |                                                                              |
| 2011-12  | Madžari Solidarnost     | Korzo            | Bregalnica Delčevo | Vrapčište       | Novaci             | Babi Štip                                                                    |
| 2012-13  | Shkupi                  | Borec            | Tiverija           | Zajazi          | Korabi             |                                                                              |
| 2013-14  | Goblen                  | Vardar Negotino  | Belasica           | Vlazrimi Kičevo | Mladost Carev Dvor |                                                                              |
| 2014-15  | Ljubanci 1974           | Pobeda           | Belasica           | Zajazi          | Veleshta           |                                                                              |
| 2015-16  | Goblen                  | Vardar Negotino  | Akademija Pandev   | Vardari Forino  | Novaci             | Tikveš Kavadarci                                                             |
| 2016-17  | Lokomotiva Skopje       | Kožuf            | Belasica           | Gostivar        | Struga             | Borec, Labuništa, Osogovo Kočani, Plačkovica, Pobeda Valandovo, Sasa, Zajazi |

### 2017-2020
| Stagione | Nord           | Centro           | Sud-Est         | Est             | Ovest           | Sud-Ovest | Altre Promozioni |
| -------- | -------------- | ---------------- | --------------- | --------------- | --------------- | --------- | ---------------- |
| 2017-18  | Goblen         | Partizan Obršani | Detonit Junior  | Kit-Go Pehčevo  | Genç Kalemler   | Korabi    | Vardar Negotino  |
| 2018-19  | Kadino         | Pitu Guli        | Dojransko Ezero | Osogovo Kočani  | Drita Bogovinje | Ohrid     | Vardari Forino   |
| 2019-20  | Fortuna Skopje | Rosoman 83       | Sloga 1934      | non organizzato | Besa Dobërdoll  | Veleshta  | Teteks           |

### 2020-oggi
| Stagione | Nord            | Sud                | Est            | Ovest          | Sud-Ovest   | Altre Promozioni  |
| -------- | --------------- | ------------------ | -------------- | -------------- | ----------- | ----------------- |
| 2020-21  | Fortuna Skopje  | Lokomotiva Gradsko | Detonit Junior | Besa Dobërdoll | Voska Sport | Bratstvo 07       |
| 2021-22  | non organizzato | Vardar Negotino    | Ovče Pole      | Arsimi         | Karaorman   | Lokomotiva Skopje |
| 2022-23  | Baškimi (2011)  | Vardar Negotino    | Osogovo Kočani | Vëllazërimi 77 | Novaci      |                   |